# Indrek Tarand
Indrek Tarand (ur. 3 lutego 1964 w Tallinnie) – estoński polityk, urzędnik służby cywilnej, dziennikarz, poseł do Parlamentu Europejskiego VII i VIII kadencji. Syn Andresa Taranda.

## Życiorys
Z wykształcenia historyk, ukończył studia na Uniwersytecie w Tartu. Pełnił funkcję doradcy premiera Estonii i sekretarza generalnego estońskiego Ministerstwa Spraw Zagranicznych. Został kierownikiem estońskiego muzeum wojny General Laidoner Museum, niezależnym dziennikarzem oraz gospodarzem popularnych programów w radiu i telewizji.
W wyborach do PE startował jako kandydat niezależny, uzyskując 25,8% głosów, zajmując drugie miejsce tuż za Estońską Partią Centrum. W Europarlamencie VII kadencji przystąpił do frakcji zielonych. Został też członkiem Komisji Spraw Konstytucyjnych. W 2014 z powodzeniem ubiegał się o europarlamentarną reelekcję.
W 2005 odznaczony Krzyżem Kawalerskim Orderu Zasługi Rzeczypospolitej Polskiej.